# Rodrigo Duterte
Rodrigo Duterte Roa (Maasin, Leyte, 28 de marzo de 1945) es un político y abogado filipino de origen mindanaense, quien ocupó el cargo de presidente de Filipinas desde el 30 de junio de 2016 hasta el 30 de junio de 2022.Es el presidente del PDP-Laban, el partido político gobernante en Filipinas durante su presidencia. Duterte es el primer presidente de Filipinas nacido en Mindanao,  y es la persona de mayor edad en asumir el cargo, comenzando su mandato a los 71 años.
Nacido en Maasin, Leyte (ahora Leyte del Sur), Duterte se mudó a Dávao cuando era niño, donde su padre, Vicente Duterte, se desempeñó como gobernador provincial. Estudió Ciencias Políticas en el Liceo de la Universidad de Filipinas, donde se graduó en 1968, antes de obtener el título de abogado en la Facultad de Derecho de San Beda en 1972. Luego trabajó como abogado y fue fiscal de la ciudad de Dávao, antes de convertirse en vicealcalde y, posteriormente, alcalde de la ciudad a raíz de la Revolución del Poder Popular de 1986. Duterte ganó siete mandatos y se desempeñó como alcalde de Dávao durante más de 22 años, durante los cuales la ciudad, una vez plagada de crímenes, se volvió pacífica y amigable para los inversores. 
La campaña presidencial de Duterte en 2016 condujo a su victoria electoral. Durante su presidencia, su política interna se centró en la lucha contra el tráfico ilegal de drogas mediante el inicio de la controvertida guerra contra las drogas, la lucha contra el crimen y la corrupción,  e intensificó los esfuerzos contra el terrorismo y la insurgencia comunista. Lanzó un plan masivo de infraestructura, inició reformas económicas liberales, simplificó los procesos gubernamentales y propuso un cambio a un sistema federal de gobierno que finalmente no tuvo éxito. También supervisó el controvertido entierro de Ferdinand Marcos, la batalla de Marahui de 2017 y la respuesta del gobierno a la pandemia de COVID-19. Declaró la intención de seguir una "política exterior independiente" y fortaleció las relaciones con China y Rusia. Inicialmente anunció su candidatura a vicepresidente en las elecciones de 2022, pero en octubre de 2021 dijo que se retiraba de la política; al mes siguiente, presentó su candidatura a senador, pero la retiró el 14 de diciembre.
Es el único presidente en la historia de Filipinas que no ha declarado sus activos y pasivos. La popularidad de Duterte y su índice de aprobación interna se mantuvieron relativamente altos durante toda su presidencia, y al final de su mandato era el presidente más popular después de la Revolución del Poder Popular.
La investigación de la Corte Penal Internacional condujo al arresto de Duterte y su traslado a La Haya el 11 de marzo de 2025, convirtiéndolo en el primer presidente filipino en ser presentado ante un tribunal internacional y el primer líder de Asia en ser juzgado por la CPI.

## Biografía
Nació el 28 de marzo de 1945, durante la ocupación estadounidense de Filipinas, en Maasin, hoy capital de Leyte del Sur, entonces parte de la provincia insular de Leyte en la Mancomunidad Filipina. Fruto del matrimonio formado por Vicente G. Duterte (1911-1968), abogado cebuano, y Soledad Roa (1916-2012), maestra de Maranao en Cabadbaran, ciudad filipina situada en la parte nordeste de la isla de Mindanao. Su abuelo materno era originario de Xiamen, en la provincia china de Fujian.
Su padre fue alcalde de Danao (Cebú). En 1949 se traslada a la provincia de Dávao de la que fue gobernador (1959-1965). El cebuano es el idioma principal de la ciudad de Dávao en la isla filipina de Mindanao. La familia Duterte está emparentada con las familias políticas cebuanas de los Durano y los Almendras. Su tío Ramón Duterte fue alcalde de la ciudad de Cebú (1957-1959), cargo que ocupó también su primo Ronaldo (1983-1986). Su madre forma parte del clan Roa, originario de la isla de Leyte.
La familia Duterte vivió brevemente en Maasin (Leyte). Posteriormente se trasladó a la ciudad natal de su padre, Danao (Cebú), en donde Rodrigo vive hasta los cuatro años de edad, cuando se trasladan a Mindanao en 1948, pero no fue hasta 1949 que iba y venía de las Visayas. Finalmente en 1950 la familia Duterte se asentó en la Región de Dávao. Mientras que su padre Vicente ejerce como abogado, su madre, Soledad, imparte docencia como maestra en la escuela pública. En 1952 su padre inicia su carrera política.

### Formación y carrera jurídica
Duterte acude durante un año a la escuela primaria del barrio de Laboon en la ciudad de Maasin. Continúa sus estudios en la Escuela Primaria Santa Ana, en la ciudad de Dávao, donde se graduó en 1956. Terminó su educación secundaria en el colegio de los Hermanos del Sagrado Corazón en la ciudad de Digos, tras haber sido expulsado por mala conducta del Ateneo de Dávao universidad de la Compañía de Jesús. En 1968 se graduó con la licenciatura en ciencias políticas en la Universidad Liceo de Filipinas en Manila (Lyceum of the Philippines University).
En 1972 obtuvo el título de abogado en la Facultad de Derecho de San Beda superando este mismo año el Examen de Abogacía de Filipinas. Trabajó como abogado y fiscal en la ciudad de Dávao, ocupando los cargos de Consejero Especial en la Oficina Fiscal de la Ciudad de Dávao (1977-79), Cuarto Asistente Fiscal de la Ciudad (1979-81), Tercer Fiscal Auxiliar de la ciudad (1981-83) y Segundo Fiscal Auxiliar (1983-86).

## Trayectoria

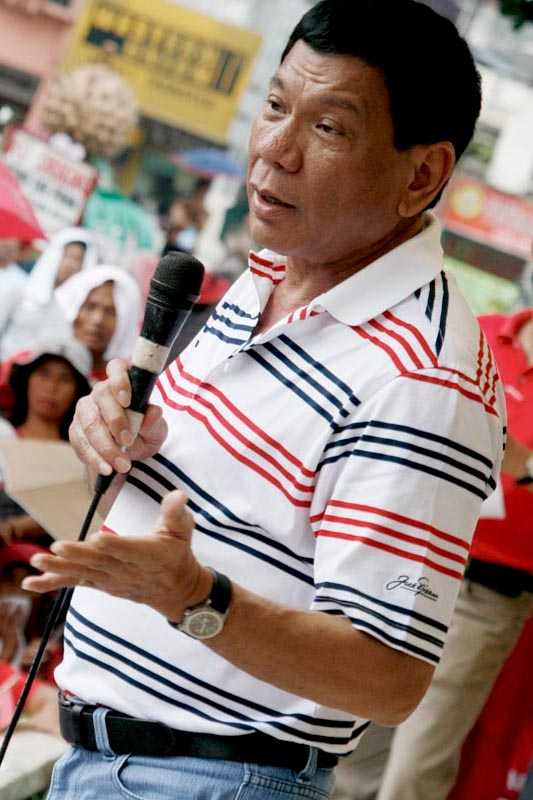
Duterte habla ante manifestantes en Dávao el 11 de febrero de 2009.

Tras la llamada Revolución del Poder del Pueblo de 1986, Duterte fue nombrado vicealcalde de la ciudad de Dávao por la Presidenta Corazón Aquino. Concurre a las elecciones municipales celebradas en 1988 como candidato a alcalde resultando elegido. El 13 de agosto de 1989 una misionera australiana y otras 20 personas resultaron muertas cuando los soldados asaltaron la cárcel de Dávao, donde se encontraban secuestrados 15 rehenes. Al designar como tenientes de alcalde personas que representaban a las etnias Lumad y Moro, establece un precedente que más tarde sería copiado en otras partes de Filipinas. También emite una ordenanza que prohíbe la discriminación contra los musulmanes.
En diciembre de 1990, Duterte se unió al Partido Nacionalista tras la persuasión del senador Juan Ponce Enrile. En 1992, defendió con éxito su escaño frente al representante del primer distrito, Próspero Nograles.
En 1998 se postuló para la Cámara de Representantes formando parte de la candidatura de la coalición Laban ng Makabayang Masang Pilipino obteniendo su escaño por el Primer Distrito de la ciudad de Dávao, que ocupó hasta 2001.
Al ostentar el cargo durante más de 22 años a lo largo de siete mandatos, Duterte se convirtió en uno de los alcaldes filipinos que durante más tiempo desempeñaron el cargo. Es conocido popularmente como «El Castigador» por su política de tolerancia cero con la delincuencia como alcalde de Dávao. Su éxito político estuvo relacionado con su apoyo expreso a las ejecuciones extrajudiciales de los consumidores de drogas y criminales.
Los grupos de derechos humanos documentaron más de 1400 homicidios presuntamente ejecutados por escuadrones de la muerte que operaron en Dávao entre 1998 y mayo de 2016. Las víctimas fueron sobre todo consumidores de droga, delincuentes de poca monta y niños de la calle. Duterte negó cualquier participación en dichas actividades; en enero de 2016, la Oficina del Defensor del Pueblo concluyó, a través de la Comisión de Derechos Humanos de Filipinas, que investigó el supuesto exterminio en Dávao entre 2005 y 2009, «que no pudo encontrar ninguna evidencia que apoyara la atribución de muertes a esos grupos, y mucho menos la participación del alcalde Duterte».
Una de las normas establecidas en Dávao fue la prohibición de venta de bebidas alcohólicas en determinadas horas, la instalación de cámaras de circuito cerrado de televisión y los estrictos límites de velocidad para los vehículos.[cita requerida] Lideró los esfuerzos humanitarios tras el paso del tifón Yolanda, siendo su ciudad una de las que mejor respondieron a esta crisis humanitaria. Fue acusado de crímenes de lesa humanidad y reconocido por sus exabruptos.

## Presidente de Filipinas

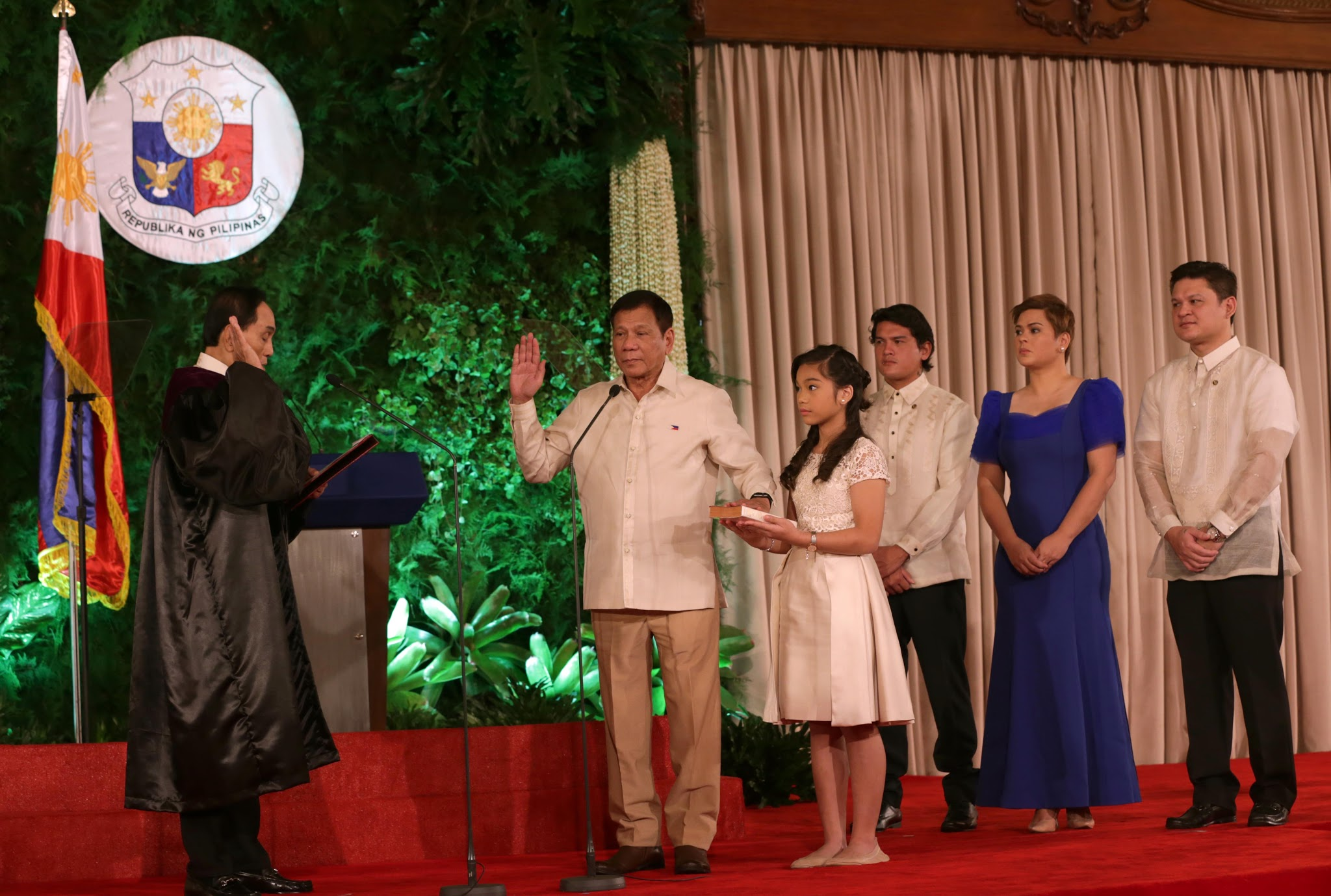
Duterte jura el cargo de presidente, el 30 de junio de 2016, de fondo se puede ver a su hija, la actual vicepresidenta del país Sara Duterte.

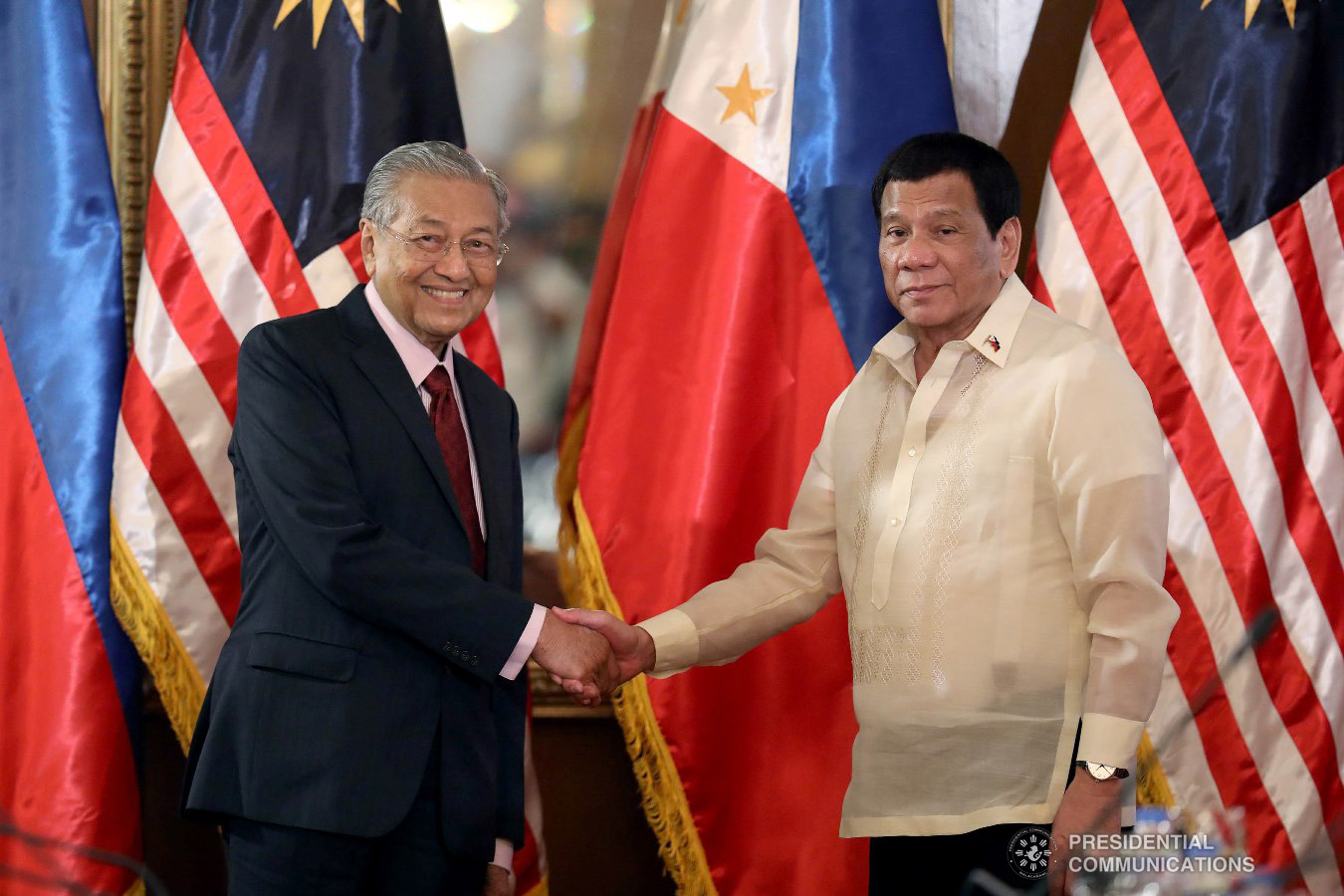
Duterte junto al primer ministro de Malasia, Mahathir Mohamad (7 de marzo de 2019)

El 9 de mayo de 2016, Duterte, candidato del partido de centro izquierda Partido Democrático Filipino-Poder Popular, resultó vencedor en las elecciones presidenciales de Filipinas al recibir 16 601 997 votos (el 39,01 %) con una ventaja de 6,6 millones de votos sobre el segundo candidato, Manuel "Mar" Roxas II. Como presidente, Duterte aboga por una política de enfrentamiento más contundente contra la milicia islamista radical Abu Sayyaf, mientras que ha intentado entablar un proceso de paz con la milicia comunista, además de luchar contra el crimen organizado y la droga, con la posibilidad de establecer un sistema de recompensas para acabar con sus líderes.
Entre sus medidas más polémicas se encuentra el regreso de la pena de muerte por ahorcamiento, abolida desde el año 2006, como «método de venganza contra los criminales». A octubre de 2016, su cuestionada «guerra contra las drogas» había dejado más de 3700 muertos, la entrega para su rehabilitación de más de 730 000 consumidores (y traficantes) y la reducción de la delincuencia en un 49 %.
Tras las críticas por parte de expertos en derechos humanos de la Organización de las Naciones Unidas por el creciente número de ejecuciones extrajudiciales, amenazó con retirar al país de la ONU y formar una nueva organización internacional con China y las naciones africanas. A pesar de las críticas internacionales, cinco meses después de comenzar su gobierno su índice de aprobación se situaba en un 76 %. Su gobierno, que ha provocado un distanciamiento con Estados Unidos, uno de sus principales aliados, se «ha comprometido a seguir una política exterior independiente que rechace cualquier injerencia de gobiernos extranjeros».
En 2017, Duterte admitió haber cometido asesinatos durante sus patrullas como alcalde de Dávao para que los policías sepan cómo hacerlo, en un discurso en un foro empresarial organizado en el palacio presidencial de Malacañang, aseguró que había matado a drogadictos y traficantes de drogas mientras era alcalde de Dávao, cargo que ejerció durante 22 años.
Su política ha sido fuertemente criticada por grupos de defensa de los derechos humanos y organismos internacionales como la ONU y la Unión Europea (UE). Duterte también ha sido acusado durante años por organizaciones como Human Rights Watch, de dirigir escuadrones de la muerte en Dávao, encomendadas a sicarios formadas por antiguos policías y soldados. En agosto de 2017, las universidades públicas se vuelven gratuitamente accesibles. En diciembre de 2017, Rodrigo Duterte declara su apoyo a la legalización del matrimonio igualitario y su intención de nombrar a una persona para su gobierno que se encargue de proteger los derechos del colectivo LGBT.

### Política ambiental
Bajo la dirección de la ministra de Medio Ambiente Regina López, las actividades mineras a cielo abierto están prohibidas y la mitad de las minas están cerradas. Esta política entra en confrontación con el lobby minero que obtiene su destitución por el Parlamento, a pesar del apoyo en favor de Duterte, 10 meses después de su entrada en el Gobierno.
Acerca de su conflicto con el lobby minero, Rodrigo Duterte dejó claro que «la protección del medio ambiente debe ser una prioridad mayor que la minería y otras actividades que causan graves daños».
En octubre de 2021, Rodrigo Duterte anunció que no se postularía a la presidencia en 2022 y que se retiraría de la vida política.

### Política social
Rodrigo Duterte está comprometido con la transparencia de las autoridades públicas en Filipinas al firmar un decreto que permite a todos los ciudadanos acceder a los archivos del gobierno. Su decisión fue bien recibida por los actores de la información. En enero de 2017, su propuesta de poner la píldora anticonceptiva a disposición de las mujeres económicamente desfavorecidas fue bien acogida por los grupos de defensa de los derechos de la mujer.
Las universidades públicas son de libre acceso y se está construyendo un sistema de cobertura de salud que permite a los más pobres beneficiarse de la atención sanitaria básica y obtener determinados medicamentos de forma gratuita. Los contratos de trabajo de corta duración son limitados para reducir la precariedad de los trabajadores afectados y se incrementan las pensiones.
El 1 de abril de 2020, ante el brote emergente del COVID-19, Duterte emitió un comunicado en el que advirtió que las fuerzas armadas tendrían permiso para disparar a matar a la población, en caso de incumplir la orden de confinamiento social.

### Críticas
Algunos analistas y académicos lo han definido como «fascista» y como «el nuevo Ferdinand Marcos».

## Detención
El 7 de marzo de 2025, fue detenido por la Interpol en requerimiento de la Corte Penal Internacional (CPI) por los delitos cometidos durante su presidencia, en desapariciones forzadas, asesinatos selectivos y exterminio de familias vulnerables por su política de seguridad de la guerra contra el narcotráfico y delincuencia organizada que confirmó su hija, hoy vicepresidenta Sara Duterte.